# Il vascello maledetto
Il vascello maledetto (Kidnapped) è un film del 1938 diretto da Alfred L. Werker e Otto Preminger.

## Trama
David Balfour è un ragazzino che viene rapito dallo zio e imbarcato su di una nave dove incontra l'esiliato Alan Breck. I due si uniranno per tornare in Scozia e ottenere giustizia.